# Tartarino Caprioli
Tartarino Caprioli, nome completo Giulio Tartarino Caprioli (1804 – Brescia, 28 luglio 1891), è stato un patriota e politico italiano, sindaco di Brescia e deputato alla Camera del Regno di Sardegna nel 1860.

## Biografia
Nel 1828 aderì alla Carboneria assieme a Giovanni Battista Nicolini.
Nel 1848, fece parte del Governo provvisorio bresciano in qualità di Comandante della Guardia Nazionale e Commissario per la mobilitazione del popolo. Dopo le Dieci giornate di Brescia si ritirò a vita privata.
Per via delle precedenti esperienze risorgimentali, il Circolo Politico, che riuniva le personalità locali vicine alla Destra filocavouriana, gli propose di rientrare nell'amministrazione comunale: nel gennaio 1860 entrò nel consiglio comunale che il 31 gennaio lo elesse assessore con 30 voti. Avendo ottenuto il più alto numero di voti tra gli assessori componenti la prima giunta, operò come sindaco facente funzione fino alla sua effettiva nomina regia, avvenuta il 2 marzo. La sua esperienza di sindaco fu di breve durata. Partecipò infatti alle elezioni politiche del 25 marzo, in qualità di candidato della Destra  per il collegio di Brescia II, e vinse al turno di ballottaggio contro Giuseppe Garibaldi, proposto dalla sinistra filomazziniana. In aprile si dimise quindi dall'incarico sindacale per poter entrare nella VII legislatura.
Ricoprì l'incarico di consigliere provinciale in due occasioni. Nel 1860 venne eletto dal primo mandamento di Brescia e vi rimase fino al 1862, quando fu sorteggiato tra i membri che avrebbero dovuto terminare il mandato in quell'anno. Dal 1863 al 1873 fu rappresentante del terzo mandamento.
Morì a Brescia, dopo una lunga malattia, il 28 luglio 1891.